# Ulf Hansen
Ulf Sören Hansen, född 7 september 1964 i Oxelösunds församling, Södermanlands län, är en svensk musiker och fullmäktigeledamot och 2022 kandidat för Sverigedemokraterna. 
Hansen är mest känd som trummis i vikingarockbandet Ultima Thule. Ulf Tillsammans med de andra medlemmarna i Ultima Thule spelar Ulf Hansen trummor i The Headhunters – ett Oi!/punkband – och Hotrod Frankie, som är ett psychobillyband.
Hansen är bror till Ultima Thules sångare Bruno Hansen.
Hansen var även med i den högerextrema organisationen Bevara Sverige Svenskt (BSS).  där han brukade klottra "BSS" på byggnader och deltog i demonstrationer och möten. 